# Ванджони, Леонель
Леонель Хесус Ванджони (исп. Leonel Jesús Vangioni; род. 5 мая 1987 года, Вилья-Конститусьон, Санта-Фе) — аргентинский футболист, защитник  клуба «Ньюэллс Олд Бойз». Выступал за сборную Аргентины.

## Клубная карьера
Ванджони — воспитанник клуба «Ньюэллс Олд Бойз». 4 августа 2007 года в матче против «Сан-Лоренсо» он дебютировал в аргентинской Примере. В этом же поединке Леонель забил свой первый гол за «Бойз». В начале 2013 года он перешёл в «Ривер Плейт». Сумма трансфера составила 1,1 млн. евро. 11 февраля в матче против «Бельграно» Ванджони дебютировал за новую команду. В этом же поединке он забил свой первый гол за «Ривер Плейт». В 2014 году Леонель помог команде выиграть чемпионат, а также завоевать Южноамериканский кубок и Суперкубок Аргентины. В 2015 году Ванджони стал обладателем Кубка Либертадорес и Рекопа Южной Америки, а также занял второе место на клубном чемпионате мира.
Летом 2016 года после окончания контракта с «Ривер Плейтом» Ванджони на правах свободного агента перешёл в итальянский «Милан». 16 января 2017 года в матче против «Торино» он дебютировал в итальянской Серии A.
22 июля 2017 года Леонель перешёл в мексиканский «Монтеррей», подписав соглашение на три года. Сумма трансфера составила 1,7 млн. евро. 10 сентября в матче против «Некаксы» он дебютировал за мексиканской Примере. 1 октября в поединке против «Керетаро» Ванджони забил свой первый гол за «Монтеррей».

## Международная карьера
1 октября 2009 года в товарищеском матче против сборной Ганы Ванджони дебютировал за сборную Аргентины.

## Достижения
Командные
 «Ривер Плейт»
- Чемпионат Аргентины по футболу — Финал 2014
- Обладатель Южноамериканского кубка — 2014
- Обладатель Рекопы Южной Америки — 2015
- Обладатель Кубка Либертадрес — 2015
- Обладатель Суперкубка Аргентины — 2014
- Клубный чемпионат мира — 2015
- Обладатель Суперкубка Италии — 2016